# Hans Ahlmann (författare)
Hans Ahlmann, född 29 oktober 1881 i Köpenhamn, död 13 maj 1952 i Birkerød, Danmark, var en dansk poet.

## Biografi
Ahlmann tillhör den krets lyriker, vilka utgått från Viggo Stuckenbergs språkligt behärskade, rytmiskt fulländade poesi. Det är ekot i människohjärtat av dagarnas och årstidernas gång som han försöker hålla kvar i sina mest kända diktverk som Poplerne (1910), Genlyd af Dagene (1918) och Foraar i Danmark (1920). Ahlmann har även skrivit de litterära analyserna Det danske Parnas 1900-1920 (1920) och Moderne dansk Lyrik (1922).